# Barbara Zgadzaj
Barbara Zgadzaj, po mężu Borawska (ur. 16 lipca 1958) – polska lekkoatletka (sprinterka), mistrzyni Polski.

## Życiorys
Była zawodniczką Górnika Zabrze i Hutnika Kraków.
Na mistrzostwach Polski seniorów na otwartym stadionie zdobyła pięć medali, w tym złoty w sztafecie 4 x 100 metrów w 1977, srebrny w biegu na 200 metrów w 1981, srebrny w sztafecie 4 x 100 metrów w 1983, brąz w biegu na 200 metrów w 1982 i brąz w sztafecie 4 x 400 metrów w 1985. W 1978 została halową wicemistrzynią Polski seniorek w biegu na 400 metrów.    
Rekord życiowy:
- 200 m – 24,08 (17.06.1984)